# أنخيل أروشا
أنخيل أروشا جيولين (23 يونيو 1907 – 2 سبتمبر 1938)، المعروف باسم أروشا، كان لاعب كرة قدم إسباني لعب كمهاجم. بدأ مسيرته مع تينيريفي ثم لعب لبرشلونة بين عامي 1927 و1933.
سجل أروشا 203 أهداف في 210 مباراة لعبها مع نادي برشلونة.
بعد أن لعب لبرشلونة انتقل إلى أتلتيكو دي أفياسيون. توفي في بالاغير خلال الحرب الأهلية الإسبانية.

## الإنجازات
برشلونة
- الدوري الاسباني (1): 1929
- كوبا ديل ري (1): 1928

## روابط خارجية
- أنخيل أروشا على BDFutbol
- احصائيات اسبانيا في BDFutbol
- أنجيل أروشا في CD Tenerife.es (بالإسبانية)